# Щербань, Владимир Петрович
Владимир Петрович Щербань (укр. Володимир Петрович Щербань; род. 26 января 1950, Артёмовск, Перевальский район, Луганская область) — украинский политик.

## Биография
Владимир Петрович Щербань родился 26 января 1950 года в городе Артёмовске Перевальського района Луганской области.
После окончания средней школы работал учеником слесаря на донецком заводе «Точмаш». После прохождения срочной службы в Советской Армии возвратился работать на завод.
Образование высшее, закончил в 1976 году Донецкий коммерческий институт по специальности экономист.
С 1976 по 1990 год работал руководителем перерабатывающей промышленности.
В 1990 году был избран депутатом Донецкого городского совета, где возглавлял одну из постоянных комиссий.
В 1994 году был избран народным депутатом Украины 2-го созыва, где первоначально входил в состав т.н. "Межрегиональной депутатской группы", созданной по образцу МДГ Верховного Совета СССР (первоначально называлась "Межрегиональный блок реформ" (МБР), сопредседателем который был Л.Д. Кучма, на момент избрания Щербаня всего в группу входил 21 депутат). Затем возглавил фракцию "Социально-рыночный выбор" (которую затем возглавил Е.К. Марчук). Занимался также коммерческой деятельностью, возглавляя компанию «Дело Всех».
С июля 1994 по октябрь 1996 года — глава Донецкого областного Совета народных депутатов.
С 11 июля 1995 по 18 июля 1996 года — глава Донецкой областной государственной администрации.
26 января 1996 года на съезде Либеральной партии Украины избран главой исполкома партии.
В 1997 году выпустил книгу.
В 1998 году был избран народным депутатом Украины 3-го созыва.
31 марта 1999 года — назначен главой Сумской областной государственной администрации.
31 марта 2002 года избран народным депутатом по списку блока Виктора Ющенко «Наша Украина».
В связи с избранием депутатом в мае 2002 года был уволен из должности главы Сумской областной государственной администрации.
30 мая 2002 года вошёл во фракцию «Единая Украина».
После её ликвидации с 5 июля 2002 года стал членом депутатской группы «Народный выбор».
Член комитета по вопросам финансов и банковской деятельности.
15 ноября 2002 года Указом Президента Украины назначен на должность главы Сумской областной государственной администрации.
В 2002 году награждён званием «Почётный землеустроитель Украины».
В начале 2005 года покинул территорию Украины. В октябре того же года был задержан в штате Флорида (США) по подозрению в нарушении визового режима. По просьбе украинской стороны был депортирован из США.
4 ноября 2006 года сразу по возвращении на Украину был арестован представителями Генпрокуратуры в международном аэропорту «Борисполь». Через несколько дней был выпущен на свободу под поручительство трёх депутатов от «Партии регионов».

### Публикации Щербаня
- Банківський менеджмент: Підруч. / [Авт. кол.: О. А. Кириченко, В. І. Міщенко, В. П. Щербань та ін.]; Ред.: О. А. Кириченко, В. І. Міщенко. — К.: Знання, 2005. — 831 с.: ілюстр., табл.
- Царенко О. М. Економіка та менеджмент екологізації АПК / О. М. Царенко, В. П. Щербань, П. В. Тархов. — Суми: ВТД «Унів. кн.», 2002. — 255 с.: ілюстр., табл.
- Щербань В. П. Исповедь перед сном, или Два года в счет: Записки экс-губернатора, дерзнувшего на реформы / В. П. Щербань. — Донецк: Б. и., 1997. — 382 с.: ил.
- Щербань В. П. Как нам жить дальше / В. П. Щербань. — Мариуполь: СОВ-ПАК Посейдон, 1994. — 342 с.
- Щербань В. П. Концепция становления экономической системы / В. П. Щербань; НАН Украины. Ин-т экономики пром-сти. — Донецк: Б. и., 1997. — 12 с.
- Щербань В. П. Становлення економічної системи ринкового типу в Україні: Спец. 08.01.01: Автореф. дис… / В. П. Щербань; Донец. держ. ун-т. — Донецьк, 1997. — 20 с. — Бібліогр.: с. 17-18 (10 назв).

### Публикации о Щербане
- Про призначення В. Щербаня головою Донецької обласної державної адміністрації: Указ Президента України, 11 лип. 1995, № 597 // Уряд. кур'єр. — 1995. — 13 лип. (№ 103/104). — С. 4.
- Щербань Владимир Петрович // Годы и люди Донетчины / Авт.-сост. В. И. Ляшко. — К.: Скарбниця: Изд. дом «Деловая Украина», 2001. — С. 256.
- Щербань Владимир Петрович // Регіони України: Хроніка та керівники. — Саппоро, 1999. — Т. 1: Донецька область. — С. 91-92.
- Щербань Володимир Петрович // Хто є хто в державному управлінні. — К.: Укр. вид. центр, 2002. — С. 624—625.
- Щербань Володимир Петрович // Хто є хто в Україні. — К.: Фенікс, 1997. — С. 302.
- Щербань Володимир Петрович // Хто є хто в Україні. — К.: К.І.С., 2001. — С. 524.
- Щербань Володимир Петрович // Хто є хто в Україні. — К.: К.І.С., 2004. — С. 968.
- Это ёмкое слово «хозяин» // Донецк в лицах: Фотоальманах. -Донецк: Реклам. дом, 2004. — Кн. 1. — С. 178—179.